# Detlef Gehlhaar
Detlef Gehlhaar (* 21. Februar 1964 in Emden als Detlef Hünnecke) ist ein deutscher Friseur. Bekannt wurde er ab 1996 durch die Etablierung des „Cut & Go“-Prinzips in Deutschland.

## Leben
Detlef Gehlhaar arbeitet seit 1979 im Friseurgewerbe und ist vor allem in Bremen tätig. 1984 gründete er in der Hansestadt gemeinsam mit Gülhizar Biricik den Friseursalon Güly und Pierre, der 1987 von seiner Geschäftspartnerin alleine übernommen wurde. Anschließend arbeitete er drei Jahre im 1921 von Bernhard Hoetger erbauten Kreativen Haus in Worpswede. In unmittelbarer Nähe zu seinem bereits bestehenden Betrieb TenDenZen an der Sielwallkreuzung im Bremer „Szeneviertel“ eröffnete er am 1. Dezember 1996 den Salon Headhunter, mit dem in Deutschland erstmals das Konzept eines Friseurgeschäfts mit im Vergleich günstigen Haarschnitten aufgegriffen wurde, das ohne Terminvergaben und mit einer einfachen Preisstruktur auftrat. Zudem wurde in der Regel von den Kunden das Föhnen und Stylen kostensparend selbst übernommen.
Später eröffnete Gehlhaar weitere Filialen in Bremen, Hannover und Berlin. In der Folge setzten auch andere Anbieter die Idee um, darunter bestehende Friseurunternehmen wie Frisör Klier (Frisör der kleinen Preise) und HairGroup (HairExpress). 2012 warben fast zehn Prozent der rund 80.000 existierenden Friseursalons in Deutschland mit dem Prinzip.
Das bis heute (Stand: 2019) bestehende Stammgeschäft in Bremen – das sich inzwischen nahe der Sielwallkreuzung in der Straße Am Dobben befindet – ausgenommen, verkaufte Gehlhaar im Jahr 2003 alle Headhunter-Filialen und veränderte in den Folgejahren das Konzept des in seinem Besitz verbliebenen Salons hin zu höherpreisigen Angeboten. 2014 erklärte er anlässlich der Einführung eines gesetzlichen Mindestlohns in Deutschland, dass er die Idee des günstigen „Cut & Go“ der 1990er Jahre für nicht mehr zeitgemäß halte. Gehlhaar versteht seine Kollektionen, mit denen er national und internationale Erfolge erzielte (siehe Abschnitt Auszeichnungen), als Reminiszenz an Formen und Farben des Bauhauses.
Er war mit dem Künstler Andreas Gehlhaar verheiratet, dessen Familienname er annahm.

## Auszeichnungen (Auswahl)
- German Hairdressing Awards 2015: Gewinner in der Kategorie Damen Nord[10]
- German Hairdressing Awards 2017: Gewinner in der Kategorie Damen Nord[11]
- German Hairdressing Awards 2017: Gewinner in der Kategorie Hairdresser of the Year[11]
- International Hairdressing Awards 2019: Finalist in der Kategorie International Hairdresser of the Year[12]